# Maison d'Ilija Kolović à Kragujevac
La maison d'Ilija Kolović à Kragujevac (en serbe cyrillique : Кућа др. Илије Коловића у Крагујевцу ; en serbe latin : Kuća dr. Ilije Kolovića u Kragujevcu) se trouve à Kragujevac, dans le district de Šumadija, en Serbie. Elle est inscrite sur la liste des monuments culturels protégés de la république de Serbie (identifiant no SK 584).

## Présentation
La maison, située 9 rue Svetozara Markovića, a été construite dans la première moitié du XIXe siècle et fait partie d'un ensemble de maisons édifiées dans cette rue à l'époque du prince Miloš Obrenović. Elles offrent le témoignage matériel de l'architecture du vieux Kragujevac de cette période de l'histoire de la ville.
La maison est typique des bâtiments de la čaršija serbe. Elle est dotée d'un porche-galerie, de murs à colombages et d'un toit à plusieurs pans recouvert de tuiles. Parmi les éléments décoratifs du bâtiment figurent les piliers du porche richement ornés et les portes cintrées dans les pièces.
La maison revêt une importance à la fois architecturale et ethnographique.